# Hochzeit (Album)
Hochzeit ist das fünfte Studioalbum der Potsdamer Mittelalterrock-Band Subway to Sally. Es erschien 1999 bei BMG/Ariola. Der Albumtitel ist nach Aussage der Band eine vielschichtige Anspielung. Zum einen nimmt es auf das mittelhochdeutsche ‚hochgezit‘ für ein hohes Fest, für höchste Freude, aber auch für Vermählungsfeier und Beilager Bezug. Darüber hinaus empfindet die Band das Album auch musikalisch als Hoch-Zeit.

## Musikstil
Die Gitarren klingen im Vergleich zum Vorgängeralbum Bannkreis lauter und verzerrter; wo sich vorher die Gitarren noch eher mit den mittelalterlichen Instrumenten ergänzten, wechseln diese sich nun des Öfteren ab. Oboe, Dudelsack und andere Instrumente treten weit in den Hintergrund. Allerdings verzichtet das Album nicht gänzlich auf alte Stilelemente der Band. Das Lied Minne kommt vollkommen ohne Gitarren aus (Gesang, Oboe, Drehleier, Mandoline, Violine, Pauke und Trumscheit). Auf der anderen Seite wird bei Das Opfer und Henkersbraut ganz auf die mittelalterlichen Instrumente verzichtet. Trotz der in vielen Titeln nunmehr dominierenden Gitarrenriffs hebt sich das Album durch Eric Fishs charakteristischen Gesang und die unverwechselbaren Chorpassagen vom üblichen deutschen Metal deutlich ab.

## Titelliste
1. Böses Erwachen – 3:46
2. Die Rose im Wasser – 4:27
3. Henkersbraut – 5:06
4. Sabbat – 5:22
5. Minne – 3:00
6. Tag der Rache – 4:03
7. Das Opfer – 3:45
8. Ohne Liebe – 4:21
9. Aufstand – 5:18
10. Müde – 5:12

## Texte
Die Texte Bodenskis sind auf diesem Album weniger kryptisch und verschlüsselt, aber immer noch sehr metaphorisch. Themen, die in der einen oder anderen Weise die Band immer begleitet haben, sind Kritik an der Kirche, Liebe und Leidenschaft sowie mittelalterliche Bräuche.
Böses Erwachen stellt die Versprechungen der Bibel sowie der Kreuzzüge an den Pranger, lockt Ungläubige oder Unwissende ins Verderben („[...] greif nach der Schlange, längst ist all ihr Gift versiegt [...]“)
Die Rose im Wasser ist die poetisch dargestellte Geschichte einer Frau, die aus einer verletzten Liebe ins Wasser ging, die so groß war, dass die Natur um sie herum mit und um sie trauert. Motiv und Teile des Textes wurden dabei Georg Heymss Gedicht Ophelia I entlehnt. Im Refrain heißt es „Der Liebsten die Roten (Rosen), die Weißen den Toten“ – hierin könnte man schon einen Hinweis auf das nächste Studioalbum der Band, Herzblut sehen, dieses ist in Rot und Weiß gehalten. Laut Mitproduzent Ingo Hampf ist Die Rose im Wasser eines der kompositorisch schwierigsten Stücke, das die Band je geschrieben hat.
Henkersbraut beschreibt eine Zusammenkunft des Volkes zur Hinrichtung einer Frau, die wegen der Tötung ihres ungeborenen Kindes geächtet wurde. Die an sich grausame Akt der Hinrichtung wird im Lied ironisch als Fest bzw. Hochzeit bezeichnet. Der Refrain fußt textlich auf dem ursprünglich aus Ostpreußen stammenden Kirchenlied „Macht hoch die Tür“.
Sabbat beschreibt einen rituellen Liebes- oder Hochzeitsakt. Es ist somit, was den Bezug zum Albumtitel betrifft, das zentrale Lied der Platte.
Minne stellt ein Liebeslied dar, das sich an den mittelalterlichen Minnesang anlehnt.
Tag der Rache beschreibt die Apokalypse und beschwört den Kampfgeist und Überlebenswillen.
Das Opfer ist die klagende, flehende Bitte des Folterknechts an seinen Meister, ihn für sein Mitleid gegenüber dem Opfer nicht zu bestrafen, in dem Wissen, dass dies nichts nützen wird.
Ohne Liebe beschreibt in Bildern den seelischen Verfall, der durch die Verwechslung von Leidenschaft mit Liebe einem Mädchen widerfährt. Zunächst noch ein Fieber, das den Körper beim ersten Mal erfasst, und Kälte „vom Scheitel bis zum Zeh“, nachdem der Fünfte kam und ging, und sie wieder nur ohne Liebe verführt hat.
Aufstand nimmt das sprichwörtliche Bild vom Wolf im Schafspelz auf, um den Hirten anzuklagen, der die Herde zum Stillhalten bewegen will und sie aufs nächste Leben vertröstet – eine metaphorische Anklage an die Kirche, die keinen Schutz vor den Gefahren dieser Zeit mehr bieten kann. Aufstand ist das einzige Subway-to-Sally-Lied, bei dem Schlagzeuger David Pätsch als Komponist mitgewirkt hat. Dementsprechend hat das Stück auch ein langgezogenes Outro mit viel Schlagzeugeinsatz.
Müde ist als einziges Stück des Albums melancholisch und sanft gehalten. Darin wird der Glaube in einer trostlosen Welt abgelehnt. Musikalisch ähnelt es der Rose im Wasser: leise, zarte Gitarrenpickings während der Strophen, voller Instrumenteneinsatz bei den Refrains.

## Cover
Das Layout des Albumcovers erfährt mit Hochzeit erstmals eine grundlegende Änderung, weg von gewohnten Bahnen. Erstmals erscheint kein in irgendeiner Art gehörntes Wesen auf dem Cover, sondern ein nackter Frauentorso in Rückansicht, der in ein Skelett übergeht und vor einem rot-schwarzen, wolkenverhangenen Himmel schwebt. Erstmals ist auch das Bandlogo verändert worden: der typische Schriftzug mit den verbundenen Buchstaben W und A in Subway und S und A in Sally besteht zwar weiterhin, allerdings ist der Schriftzug nun schlanker und wirkt wie auf grobes Papyrus gedruckt, ausgerissen. Des Weiteren hat das „O“ bei to einen Punkt in der Mitte. Diese Schreibweise wird noch auf den nächsten beiden Alben, Schrei! und Herzblut, beibehalten. Auf den Fotos im Beiheft sind die Musiker mit wenig schwarzem Leder bekleidet und von Kerzenleuchtern beschienen, oder sie erscheinen zwischen Mauerresten einer Burg. Das Woman-to-Bones-Motiv erscheint erneut auf der Rückseite des Albums, wo es über Eric Fishs Hand zu schweben scheint, der es staunend betrachtet.

## Rezeption
Das Online-Metal-Magazin Vampster resümierte am 4. März 1999: „Musikalisch gesehen sind auf diesem Album zehn Songs enthalten, die allesamt das Zeug zum Lieblingssong haben. Keine einzige Stelle auf dieser Scheibe ermuntert den Skip-Finger, viele locken ihn sogar zum Replay-Knopf.“
Marcus Schleutermann lobt im Musikmagazin Rock Hard, dass die Zunahme der Metal-Elemente die Songs optimal unterstützt und durch Verzicht auf mittelalterliche Zitate eine eigene kompositorische Handschrift sichtbar wird. Zudem werden in den „erstaunlich poetischen Texten“ aktuelle Themen in den Mittelpunkt gestellt. „Mit diesem Album ist den Potsdamern ein Quantensprung gelungen, der sie in die erste Liga katapultiert.“
Martin Mengele schrieb auf laut.de: Es tauchen auch immer wieder bittersüße Melodien mit gegeigter und gezupfter Substanz auf, die leider nur sogleich von monotonen Monsterklampfen plattgedroschen werden und schöne Ansätze zu weicher Poesie, die aber Siegerparolen und Messages a la "Pflugscharen zu Schwertern" nicht standhalten können … Taugt zum massiven Eisenfressen im Fitnesscenter.